# Baby pop (album)
Albums de France Gall
Poupée de cire, poupée de son
(1965) Les Sucettes
(1966)
Baby pop est le troisième album studio – sur vinyle – de France Gall, sorti en pleine période yéyé en octobre 1966.
La réalisation de cet album s'est faite avec Alain Goraguer et son orchestre.
Les morceaux sont sortis au préalable sur EP ou 45 tours.
Le disque a connu une réédition en 2008, avec une photo de Patrick Bertrand et une maquette recto-verso signée Monique Kerever/Polydor.

## Titres
| A1. | Baby pop               | Serge Gainsbourg | Serge Gainsbourg | 3:25 |
| A2. | Faut-il que je t'aime  | Maurice Vidalin  | Jacques Datin    | 2:13 |
| A3. | Le Temps de la rentrée | Robert Gall      | Patrice Gall     | 1:37 |
| A4. | Attends ou va-t'en     | Serge Gainsbourg | Serge Gainsbourg | 2:35 |
| A5. | Mon bateau de nuit     | Pierre Delanoë   | Alain Goraguer   | 2:33 |
| A6. | L'Amérique             | Eddy Marnay      | Guy Magenta      | 2:23 |

| B1. | Cet air-là                        | Robert Gall      | Alain Goraguer                       | 2:35 |
| B2. | C'est pas facile d'être une fille | Pierre Delanoë   | Guy Magenta et Jean-Pierre Bourtayre | 2:36 |
| B3. | Nous ne sommes pas des anges      | Serge Gainsbourg | Serge Gainsbourg                     | 2:45 |
| B4. | On se ressemble toi et moi        | Robert Gall      | Claude-Henri Vic                     | 2:49 |
| B5. | Deux Oiseaux                      | Robert Gall      | André Popp                           | 2:26 |
| B6. | Et des baisers                    | Robert Gall      | Alain Goraguer                       | 2:20 |